# Ramona Berni
Ramona Berni y Toldrá (Mollerusa, 3 de junio de 1887-Barcelona, 22 de abril de 1968) fue una militante anarcosindicalista española.

## Trayectoria
Pertenecía a una familia de campesinos humildes de Plana de Urgel. Hija de Isabel Toldrá Ginesta y Ramón Berni Buria, tenía dos hermanas.
En la década de 1910 se trasladó a Barcelona donde trabajó de tejedora y se afilió al Sindicato Fabril y Textil de la Confederación Nacional del Trabajo (CNT), siendo una de las principales propagandistas del sindicato junto con su amiga Pepita Not. En 1918 conoció a Ricardo Sanz García, futuro compañero de Pepita y dirigente sindical. A finales de la década de 1910, Berni contrajo matrimonio con Blas Buyé y tuvo un hijo. Se divorció en 1933.
En 1923, con Pepita Not y Ricardo Sanz, entró a formar parte del grupo Los Solidarios, creado como defensa contra los pistoleros del Sindicato Libre. Este grupo estaba formado por Buenaventura Durruti, Juan García Oliver, Francisco Ascaso, Eusebio Brau, Julia López Mainar, María Luisa Tejedor, y otros. En el grupo desarrolló tareas de reclutamiento, enlace y comunicación. Aunque Berni nunca fue encarcelada por su pertenencia al grupo, sí que fue detenida, junto a su hijo Jaume Buyé y Berni, por la policía, el 28 de febrero de 1924, después del asesinato del dirigente de Los Solidarios Gregorio Suberbiela, por lo que quedó a disposición de la autoridad militar algunas semanas. Durante la dictadura de Primo de Rivera el grupo quedó reducido a cuatro integrantes que continuaban en libertad, entre ellos Berni, ocupándose de diferentes acciones como el traslado de armas adquiridas en Éibar hasta Barcelona.
Después de la proclamación de la Segunda República española continuó su actividad de propaganda sindical, y participó en varios mítines de la CNT en Igualada (1931), Lérida y Canet de Mar (1932) junto a María Salmaurí y Rosario Dolcet Martí, y formó parte de la Intercomarcal del Alto LLobergat y Cardener.
Tras la revuelta del Alto Llobregat, conocida como la insurrección anarquista de enero de 1933, se instaló en Manresa (según algunas fuentes en 1934, otros en 1936), donde trabajó como tejedora en la Fábrica Nueva de Textiles Bertrand Serra SA y vivió en el pasaje Sansa de la misma ciudad. Durante la guerra civil española la fábrica fue colectivizada y ocupó el cargo de representante sindical. También colaboró en el Ayuntamiento de Manresa estando en nómina en el departamento de seguridad Interior. Su última aparición pública fue en un mitin en el Kursaal de Manresa el 1938. Al acabar la guerra civil, se exilió, quizás en Francia, aunque no consta su paso por ninguno de los campos de concentración franceses.
Berni concentró su actividad en una doble vertiente: la sindical y su lucha por la autogestión obrera, y la acción y su activismo a partir del uso de todos los medios posibles para mejorar las condiciones de vida de la clase trabajadora.
Murió en Barcelona el 22 de abril de 1968, según consta en el certificado de defunción del Registro Civil de Barcelona. Según algunas fuentes, hay dudas tanto de la fecha de nacimiento como de la fecha de defunción.